# نيسان ليفينا جينيسس
نيسان ليفينا جينيسيس (بالإنجليزية: Nissan Livina)‏ ، هي سيارة عائلية من نوع نيسان ليفينا، أنتجت عام 2006 ، ووزعت في جميع دول العالم بما فيها البرازيل والشرق الأوسط.

## وصلات خارجية
- Dongfeng Nissan
- Nissan Geniss
- Nissan Livina
- Nissan Grand Livina